# 福島幹雄
福島 幹雄（ふくしま みきお、1945年10月2日 - 2022年4月22日）は、日本の実業家。JFEスチール代表取締役副社長や、JFE商事ホールディングス代表取締役社長兼JFE商事代表取締役社長、日本貿易会常任理事などを務めた。

## 人物・経歴
鳥取県倉吉市生まれ。鳥取県立米子東高等学校を経て、1968年神戸大学経済学部卒業、川崎製鉄入社、水島製鉄所配属。1992年営業総括部主査。1993年薄板営業部長。1994年自動車・薄板営業部長。1997年営業総括部長。1998年取締役に昇格。2001年常務取締役。2003年JFEスチール専務執行役員。2005年JFEスチール代表取締役副社長。
2007年からJFE商事ホールディングス代表取締役社長兼JFE商事代表取締役社長を務め、JFEホールディングスの完全子会社化にあたり、新戦略の展開などにあたった。2013年JFE商事取締役会長。2014年JFE商事相談役、東京センチュリー監査役。この間、日本貿易会常任理事等も歴任した。
2022年4月22日、死去。76歳没。